# Калинівка (притока Ірпеня)
Кали́нівка (МФА: [kɐˈɫɪɲiu̯kɐ] ( прослухати)) — річка в Україні, протікає на півночі Попільнянського району Житомирської області, належить до басейну річки Ірпінь (басейн Дніпра) та є її лівою притокою. 
Довжина 20 км, похил річки 1,8 м/км, площа басейну водозбору 91,8 км².

## Назва річки
У польських джерелах XIX сторіччя річка має назву Турбівка (пол. Turbowka). На австро-угорській військовій мапі початку XX сторіччя та у праці Л. І. Похилевича про населені місцевості Київської губернії, а також у Словнику гідронімів України (під № 20) річка має назву Кам'янка (нім. Kamienka, рос. Каменка).

## Географія
Басейн річки Калинівка розміщений в межах лісової зони Попільнянського району. Протікає по рівнинній території. Витік річки знаходиться на південь від села Лисівка. Тече у північному напрямку, за Лисівкою повертає на схід, далі за Турбівкою на південний схід до впадіння в річку Ірпінь між селами Сущанка та Федорівка. 
Річище слабо звивисте, відрегульоване в районі села Лисівка та від села Лучин до гирла.

## Живлення
Живлення річки змішаного типу — поверхневе (дощові та снігові води) та підземні води.

## Використання
У басейні річки в межах сіл Лучин і Турбівка споруджено ставки; у пониззі річки в районі села Лисівка — система меліоративних каналів. 
Використовується для технічного водопостачання.

## Населенні пункти
Над Калинівкою розташовані села (від витоку): лівий берег — Лисівка, по обидва береги — Турбівка, Лучин.